# Tomáš Galásek
Tomáš Galásek (Frýdek-Místek, 1973. január 15. –) cseh válogatott labdarúgó, jelenleg a német FSV Erlangen-Bruck játékosa.

## Karrierje

### Klub
A Banik Ostrava csapatában kezdett játszani 1991-ben, majd 1997-ben a Willem II Tilburg csapatába igazolt. A csapat történelmi 5. helyet ért el az Eredevisieben, ami UEFA-kupa nevezést ért 30 éve először. Ezt 1998/99-ben felülmúlták a 2. hellyel. Ez a klub történetének első Bajnokok Ligája kvalifikációja volt. Ebben a sorozatban 5 mérkőzést játszott a WIllem II-nél. 2000 nyarán Galásek az Ajax csapatába igazolt. Itt kétszer megnyerte a holland bajnokságot, egyszer a holland kupát, 26 Bajnokok Ligája mérkőzést játszott.
2006-tól az 1. FC Nürnberg játékosa a német Bundesligában. 2008-ban visszament a Banik Ostrava csapatához. Ezután a Borussia Mönchengladbach tagja lett, majd visszavonult, de újra aláírt, ezúttal az FSV Erlangen-Bruckhoz.

### Nemzetközi
1995-ben debütált a cseh labdarúgó-válogatottban, a 2004-es Európa-bajnokságon elődöntős lett, 2006-ban a világbajnokságon csapatkapitány volt.

## Fordítás
- Ez a szócikk részben vagy egészben  a   Tomáš Galásek című angol Wikipédia-szócikk fordításán alapul.  Az eredeti cikk szerkesztőit annak laptörténete sorolja fel. Ez a jelzés csupán a megfogalmazás eredetét és a szerzői jogokat jelzi, nem szolgál a cikkben szereplő információk forrásmegjelöléseként.